# Tipula (Vestiplex) jiangi
Tipula (Vestiplex) jiangi is een tweevleugelige uit de familie langpootmuggen (Tipulidae). De soort komt voor in het Palearctisch gebied.